# Boretree Tarn
Der Boretree Tarn ist ein See im Lake District, Cumbria, England.
Der See liegt zwischen dem südlichen Ende von Windermere im Osten und dem Rusland Pool im Westen nahe dem Ort Town End.
Der See in seiner heutigen Form entstand durch den Bau eines Damms im 18. Jahrhundert, wodurch drei Seen zusammengelegt wurden.
Der See hat keinen erkennbaren Zufluss. Der Hagg Gill bildet seinen Abfluss an seiner Ostseite.